# Островской сельсовет (Курганская область)
Островской сельсовет — упразднённые административно-территориальная единица и муниципальное образование со статусом сельского поселения в составе Юргамышского района Курганской области.
Административный центр — село Губерля.
С 23 декабря 2021 года Законом Курганской области от 10.12.2021 № 143 муниципальный район был преобразован в муниципальный округ, сельсовет упразднён.

## История
В соответствии с Законом Курганской области от 6 июля 2004 года № 419 сельсовет наделён статусом сельского поселения.

## Население
| 1989 | 2002  | 2004  | 2010 | 2012 | 2013 | 2014 |
| ---- | ----- | ----- | ---- | ---- | ---- | ---- |
| 1031 | ↗1040 | ↗1130 | ↘793 | ↘772 | ↘761 | ↘748 |
| 2015 | 2016  | 2017  | 2018 | 2019 | 2020 |      |
| ↘736 | ↘723  | ↘716  | ↘710 | ↘706 | ↘689 |      |

## Состав сельского поселения
| № | Населённый пункт | Тип населённого пункта       | Население |
| - | ---------------- | ---------------------------- | --------- |
| 1 | Вохменка         | деревня                      | ↘328      |
| 2 | Губерля          | село, административный центр | ↘261      |
| 3 | Ик               | деревня                      | ↘48       |
| 4 | Красноборье      | деревня                      | ↘49       |
| 5 | Лесные Горки     | посёлок                      | ↘54       |
| 6 | Острова          | деревня                      | ↘53       |